# Risma
Risma è un nome collettivo che indica una quantità pari a 500 fogli di carta. Teoricamente quindi anche 2 pacchi da 250 fogli o 4 pacchi da 125 fogli corrispondono ad una risma. Tuttavia non è raro sentire utilizzare il termine come sinonimo di pacco indipendentemente dalla quantità di fogli contenuti. Ciò può a volte creare confusione e per questo il termine è caduto in disuso nel gergo cartario, preferendo di gran lunga indicare il numero esatto di fogli totali. Rimane comunque molto utilizzato in quei formati di largo consumo come nelle risme di fogli DIN A4 e A3.
Storicamente il significato di risma era fascio di panni al quale seguì quello di fascio di 400 o 500 fogli di carta. 
Nei sistemi riproduttivi da ufficio con formati carta A4 o A3 da 80gr. (stampanti, fotocopiatrici, ecc.) si utilizzano scatole da 2.500 o 1.500 fogli. In questo caso la scatola contiene 5 o 3 risme da 500 fogli, che vengono inserite in uno dei cassetti carta dell'apparato.
Lo spessore di una risma di carta (500 fogli di tipo 80g/m2) è di circa 5 cm. Alcuni suoi sottomultipli sono la mano (ventesima parte) da 25 fogli, e la mazzetta (centesima parte, alternativamente chiamata pure "mano") da 5 fogli.